# Anapisa preussi
Anapisa preussi là một loài bướm đêm thuộc phân họ Arctiinae, họ Erebidae.